# Квазі-арифметичне середнє
Квазі-арифметичне середнє (середнє за Колмогоровим) для дійсних чисел {\displaystyle x_{1},\ldots ,x_{n}\!} визначається як
{\displaystyle M_{f}(x_{1},\ldots ,x_{n})=f^{-1}\left({\frac {f(x_{1})+\ldots +f(x_{n})}{n}}\right)}
де {\displaystyle f\!} — неперервна строго монотонна функція, а {\displaystyle f^{-1}\!} — обернена функція до {\displaystyle f\!}. 

## Часткові випадки
- При {\displaystyle f(x)=x\!} — отримуємо {\displaystyle M_{1}(x_{1},\dots ,x_{n})={\frac {x_{1}+\dots +x_{n}}{n}}}   — середнє арифметичне (AM),
- При {\displaystyle f(x)=\log x\!} — отримуємо {\displaystyle M_{0}(x_{1},\dots ,x_{n})={\sqrt[{n}]{x_{1}\cdot \dots \cdot x_{n}}}}   — середнє геометричне (GM),
- При {\displaystyle f(x)=x^{-1}\!} — отримуємо {\displaystyle M_{-1}(x_{1},\dots ,x_{n})={\frac {n}{{\frac {1}{x_{1}}}+\dots +{\frac {1}{x_{n}}}}}}   — середнє гармонійне (HM),
- При {\displaystyle f(x)=x^{2}\!} — отримуємо {\displaystyle M_{2}(x_{1},\dots ,x_{n})={\sqrt {\frac {x_{1}^{2}+\dots +x_{n}^{2}}{n}}}}   — середнє квадратичне (RMS),
- При {\displaystyle f(x)=x^{p},\ p\neq 0} — отримуємо {\displaystyle M_{p}(x_{1},\dots ,x_{n})=\left({\frac {x_{1}^{p}+\dots +x_{n}^{p}}{n}}\right)^{\frac {1}{p}}}   — середнє степеневе.

У 1930 році А. М. Колмогоров довів, що будь-яка середня величина має вигляд  функції {\displaystyle M(x_{1}\ldots ,x_{n})}, якщо володіє властивостями:
- неперервна та монотонна по кожному {\displaystyle \ x_{i},i=1,\ldots ,n,}
- симетрична (значення не змінюється при перестановці аргументів)
- деяку групу значень можна замінити їх власним середнім, не міняючи спільного середнього.

Середні Колмогорова використовують в прикладній статистиці і економетриці.